# Лыгун, Пётр Петрович
Петр Петрович Лигун (род. 15 апреля 1929, Весёлый Подол, Криворожский округ) — советский металлург, старший горновой доменного цеха Днепровского металлургического завода имени Дзержинского Днепропетровской области. Депутат Верховного Совета СССР 5-го созыва. Член ЦК ЛКСМУ, член ЦК Профсоюза работников металлургической промышленности.

## Биография
Родился 15 апреля 1929 года в селе Весёлый Подол в крестьянской семье. Рано потерял отца. Образование неполное среднее.
С 1944 года — ученик ремесленного училища при Днепровском металлургическом заводе имени Дзержинского города Днепродзержинска. С 1945 года работал в бригаде монтажников на восстановлении доменной печи № 6 Днепровского металлургического завода имени Дзержинского.
С 1946 года — старший горновой доменных печей доменного цеха Днепровского металлургического завода имени Дзержинского города Днепродзержинска Днепропетровской области.
Член КПСС с 1955 года.
Окончил трёхлетние курсы мастеров при отделе технического обучения Днепровского металлургического завода имени Дзержинского.
Потом — на пенсии в городе Днепродзержинске в Днепропетровской области.

## Награды
- орден Ленина (19.07.1958);
- другие ордена и медали;
- звание «Лучший горновой СССР».